# Sigismundita
La sigismundita és un mineral de la classe dels fosfats, que pertany al grup de l'arrojadita. Aquesta espècie va ser aprovada com a espècie vàlida per l'Associació Mineralògica Internacional l'any 2020 i publicada l'any 2022, amb el nom actual de sigismundita. No obstant, l'any 2005 va ser reanomenada a arrojadita-(BaFe), fins al 2022, quan va recuperar el seu nom original.
Rep el nom en honor de Pietro Sigismund (1874 - 10 de juliol de 1962), un conegut col·leccionista de minerals de Valtellina (Itàlia), qui, entre altres aportacions, va descobrir l'artinita.

## Característiques
La sigismundita és un fosfat de fórmula química {Ba◻}{Fe2+◻}{Ca}{Na₂◻}{Fe132+}{Al}(PO₄)11(HPO₄)(OH)₂. Cristal·litza en el sistema monoclínic. La seva localitat tipus es troba a Groppera Alp, Madesimo (Lombardia, Itàlia). També se n'ha trobat al Canadà, Alemanya, Ruanda i els Estats Units.
Segons la classificació de Nickel-Strunz, la sigismundita pertany a «08.BF: Fosfats, etc. amb anions addicionals, sense H₂O, amb cations de mida mitjana i gran, (OH, etc.):RO₄ < 0,5:1» juntament amb els següents minerals: arrojadita-(KFe), dickinsonita-(KMnNa), arrojadita-(BaNa), arrojadita-(SrFe), arrojadita-(KNa), arrojadita-(PbFe), fluorarrojadita-(BaFe), arrojadita-(NaFe), fluorarrojadita-(KNa), fluorarrojadita-(NaFe), samuelsonita, grifita i nabiasita.